# MUFI
MUFI is een Duits historisch merk van motorfietsen.
De bedrijfsnaam was: Maschinen Und Fahrzeug Industrie (MUFI), Hannover.
Begin jaren twintig ontstonden er in Duitsland honderden kleine motorfietsmerken, die door de enorme concurrentie niet lang konden overleven. Juist in 1925, toen ruim 150 van deze merkjes de poorten weer sloten, begon MUFI met de productie van motorfietsen met 346cc-tweetaktmotoren, die waarschijnlijk onder de naam "Imperator" verkocht werden. In 1926 moest de productie al beëindigd worden.